# Deutsches Gütesiegel Nachhaltiges Bauen
Das Deutsche Gütesiegel Nachhaltiges Bauen war ein gemeinsam vom Bundesministerium für Verkehr, Bau und Stadtentwicklung (BMVBS) und der Deutschen Gesellschaft für Nachhaltiges Bauen e. V. (DGNB) entwickeltes Bewertungssystem für nachhaltige Gebäude. Es war vergleichbar mit anderen nationalen oder regionalen Green-Building-Bewertungssystemen, die durch die zunehmende Bedeutung umweltfreundlicher Bauweise entstanden.
Mit Beendigung der ersten Pilotphase des Deutschen Gütesiegels Nachhaltiges Bauen wurde die Fertigstellung des Bewertungssystems für nachhaltiges Bauen von den Kooperationspartnern BMVBS und DGNB ab 2009 getrennt fortgeführt. Damit entstanden mit dem Bewertungssystem Nachhaltiges Bauen für Bundesgebäude (BNB) des BMVBS und dem DGNB Zertifizierungssystem zwei eigenständige Bewertungssysteme.

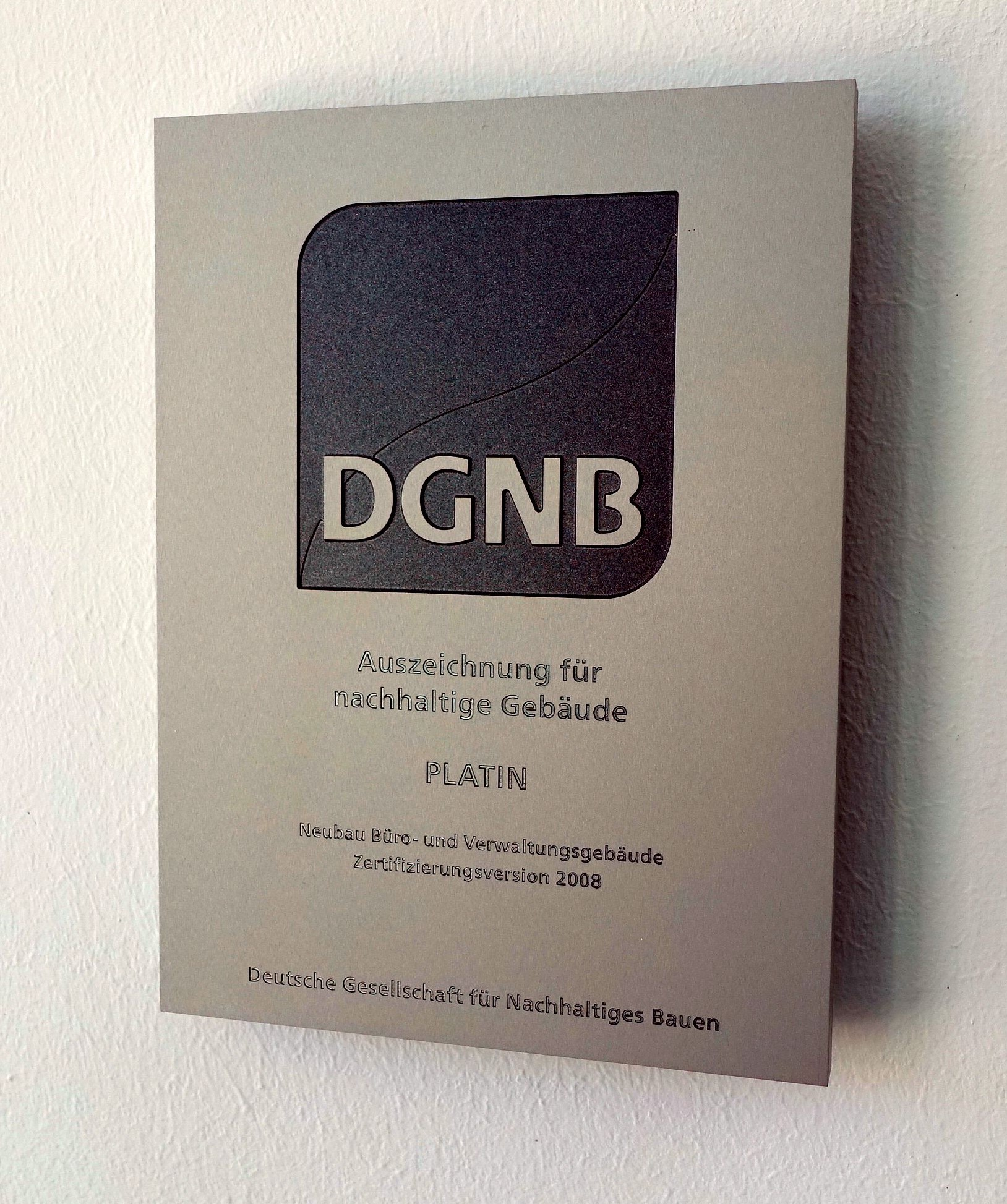
Plakette in einem Institutsgebäude (Nobelstr.12, Stuttgart)

Aus dem Bewertungssystem Nachhaltiges Bauen für Bundesgebäude (BNB) wurde 2015 das Ökobilanzierungswerkzeug für Gebäude eLCA, das sich 2018 noch in der Betaphase befindet. Die letzte Zertifizierung nach dem Bewertungssystem Nachhaltiges Bauen für Bundesgebäude (BNB) fand 2023 statt.

## Bewertungskriterien
- Ökologische Qualität
- Ökonomische Qualität
- Soziokulturelle und funktionale Qualität
- Technische Qualität
- Prozessqualität
- Standortqualität[3]

## Belege
1. ↑  Vergleich des Systems des deutschen Gütesiegels Nachhaltiges Bauen mit internationalen Systemen, Endbericht, 15. März 2012.
2. ↑  Beispiele zertifizierter Gebäude Bewertungssystem Nachhaltiges Bauen (BNB) des Bundesministerium des Innern, für Bau und Heimat
3. ↑  „Ein Gütesiegel Made in Germany“ (Memento vom 13. Juni 2009 im Internet Archive), AZ/Architekturzeitung, 8. Juni 2009.